# Список достопримечательностей Берлина

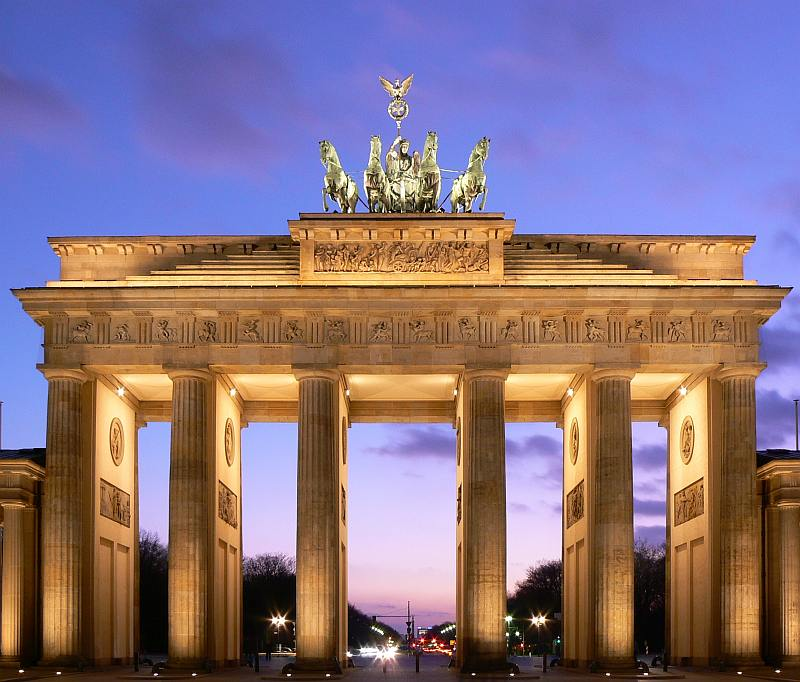
Бранденбургские ворота

Современный Берлин вырос из своего исторического центра, Николаифиртель, соседнего города Кёльна, городов, основанных курфюрстами (Доротеенштадт, Фридрихштадт), и расширил свои границы в результате образования в 1920 году Большого Берлина, объединившего Берлин и в то время самостоятельные города Шарлоттенбург, Кёпеник и Шпандау. Таким децентрализованным развитием Берлина объясняется наличие большого числа достопримечательностей германской столицы не только в центре города, но и в отдалённых городских административных округах.
Особым символом города на полном основании стали Бранденбургские ворота, а отличительными ориентирами — телебашня в Митте и радиобашня на территории выставочного центра в столичном округе Шарлоттенбург-Вильмерсдорф.

## Восточный центр (округ Митте)
(бывший Восточный Берлин)
- Музейный остров
  - Берлинский кафедральный собор
  - Люстгартен
  - Гранитная чаша в Люстгартене
  - Девичий мост (Юнгфернбрюкке)

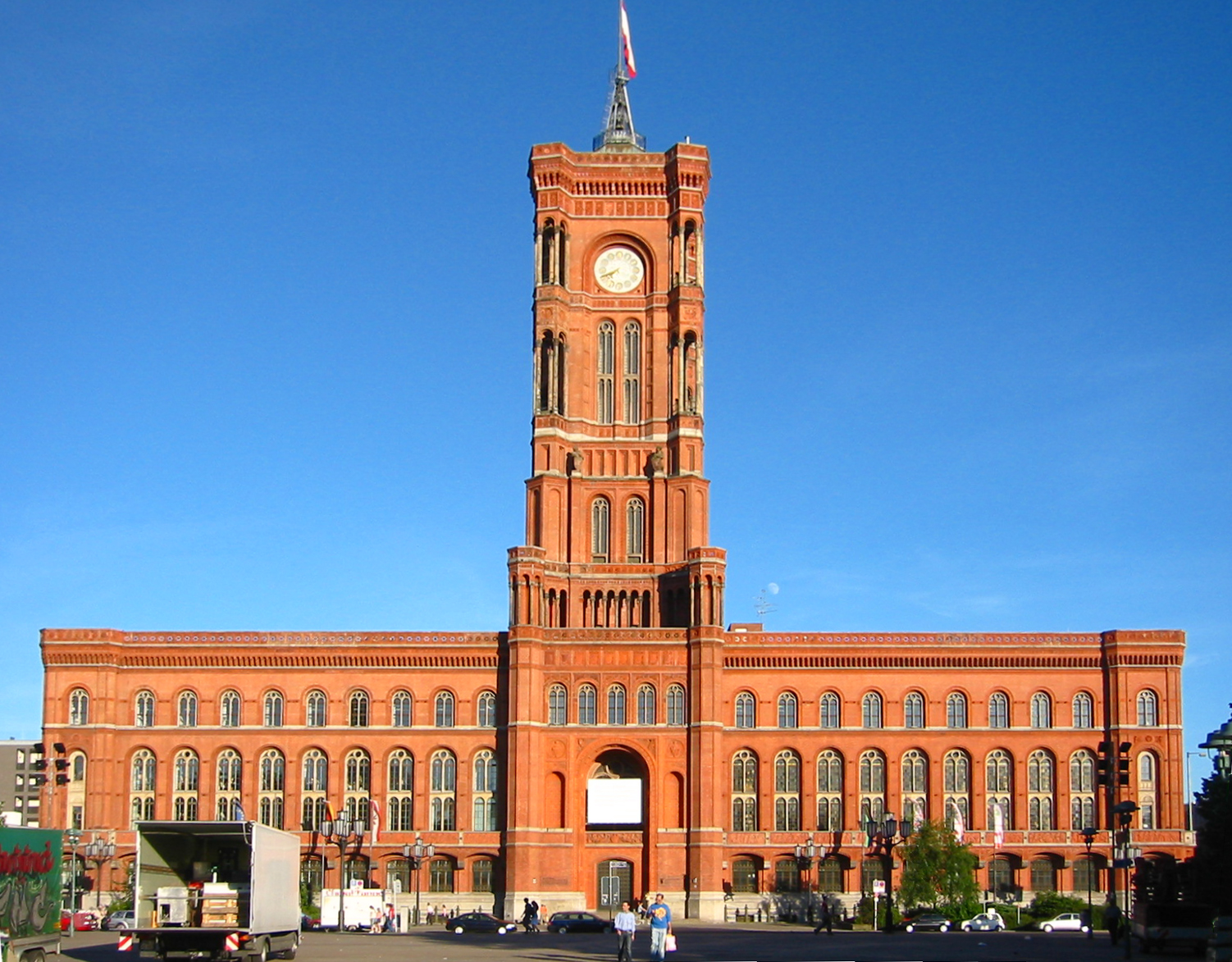
Красная ратуша

Немецкий собор на Жандарменмаркте ночью

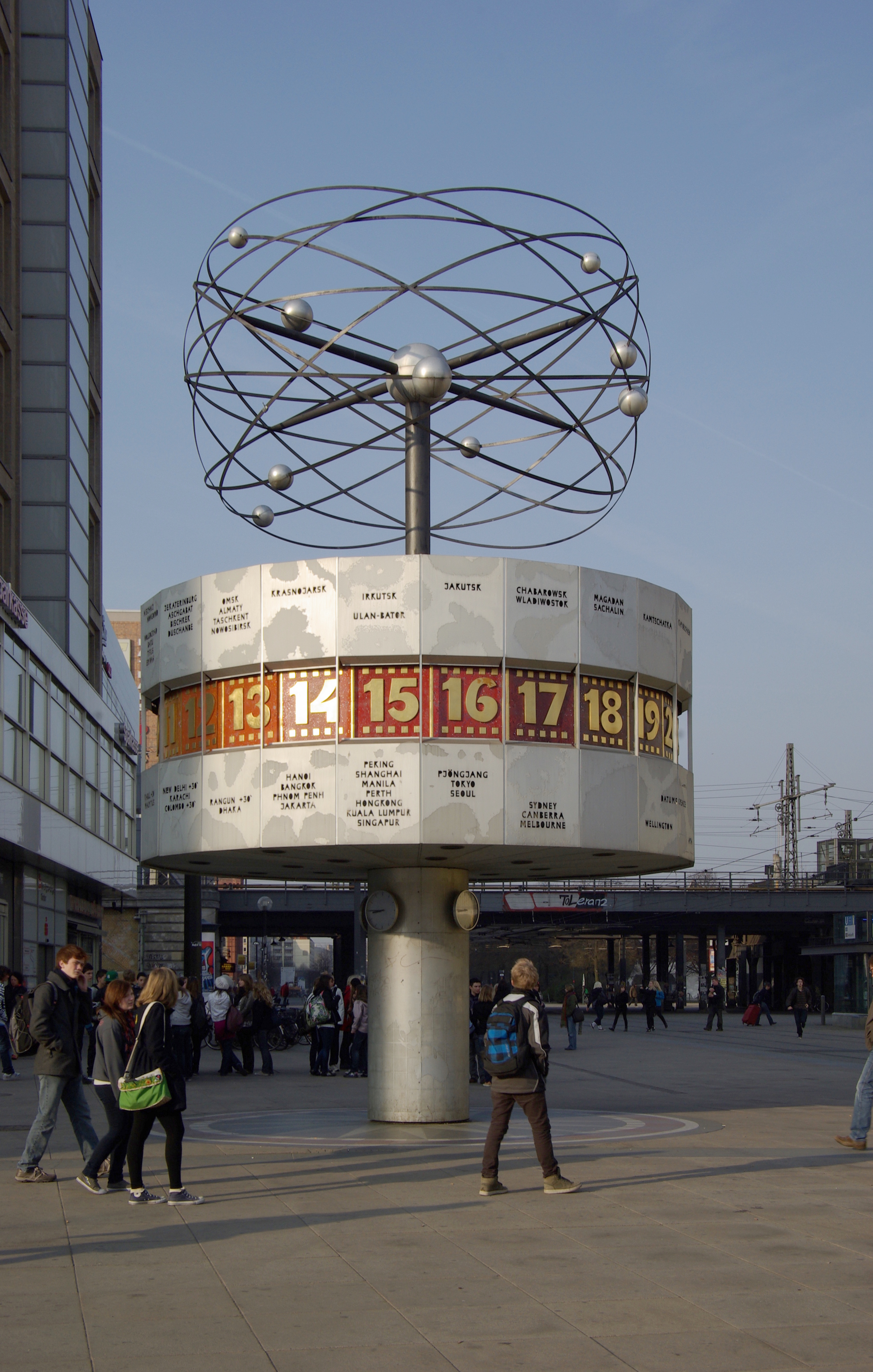
Часы мира на Александерплац

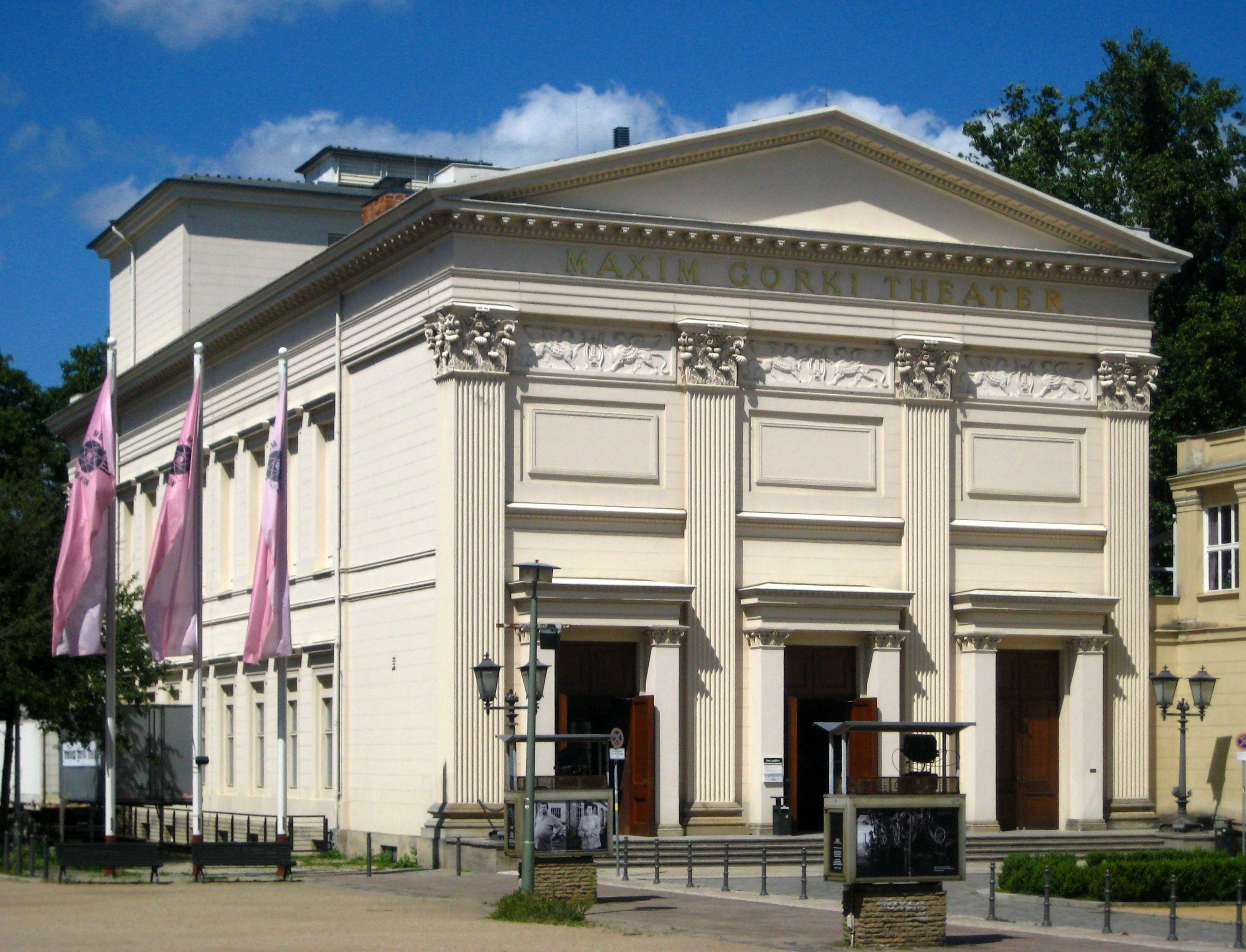
Театр Максима Горького

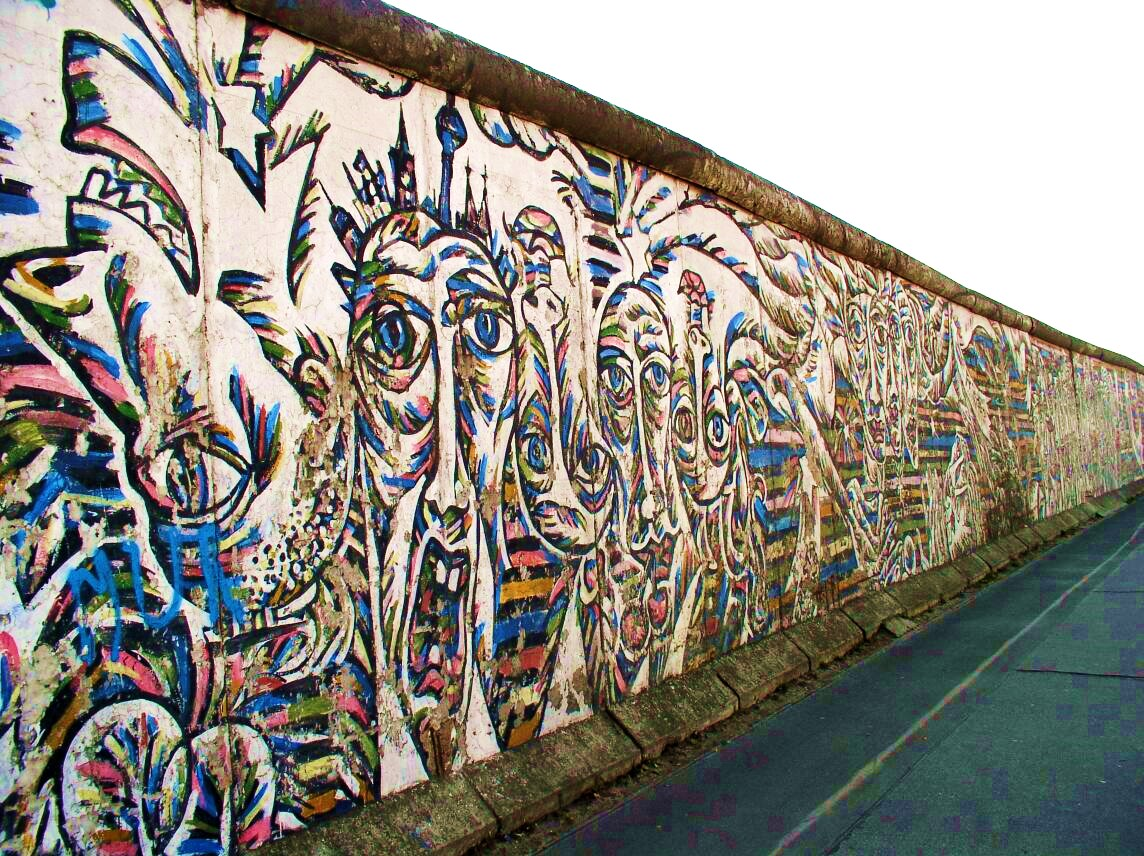
East Side Gallery

- Унтер-ден-Линден с многочисленными историческими зданиями
  - Нойе Вахе
  - Театр Максима Горького, ранее Академия пения
  - Старая комендатура, штаб-квартира Bertelsmann
  - Цейхгауз (Немецкий исторический музей)
  - Берлинская государственная опера (бывшая Немецкая государственная опера)
  - Конная статуя Фридриха Великого
  - Собор Святой Ядвиги
  - Старая библиотека
  - Берлинский университет имени Гумбольдта
  - Берлинская государственная библиотека
  - Дворцовый мост
  - Дворцовая площадь
  - Посольство России в Германии
  - Музей мадам Тюссо
- Бранденбургские ворота и Парижская площадь
  - Мемориал жертвам холокоста
  - Отель «Адлон»
  - Посольство Франции в Германии
  - Посольство США в Германии
  - Берлинская академия искусств
- Вильгельмштрассе
  - Здание имперского министерства авиации
- Александерплац и Николаифиртель
  - Берлинская телебашня
  - Часы мира
  - Дом учителя
  - Красная ратуша и фонтан «Нептун»
  - Мариенкирхе
  - Николаикирхе
  - Форум Маркса и Энгельса
  - Музей конопли
  - Музей ГДР
  - Капелла Святого Духа
  - Старая городская стена на улице Клостерштрассе
  - У последней инстанции
- Карл-Маркс-аллее
- Фридрихштрассе
  - Galeries Lafayette
  - Чекпойнт Чарли
  - Адмиралспаласт
  - Фридрихштадтпаласт
- Жандарменмаркт
  - Концертный зал
  - Немецкий собор
  - Французский собор
- Шпандауское предместье
  - Ораниенбургер-штрассе
  - Дом искусств Тахелес
  - Постфурамт
  - Новая синагога
  - Старое еврейское кладбище
  - Софиенштрассе и Софиенкирхе
  - Хакские дворы
  - Хаккешер-Маркт
  - Гамбургский вокзал
  - Музей естествознания
  - театр «Фольксбюне»
  - Ционскирхе

## Западный центр
(бывший Западный Берлин)
- Тиргартен
  - Карильон
  - Дом культур мира
  - Колонна Победы

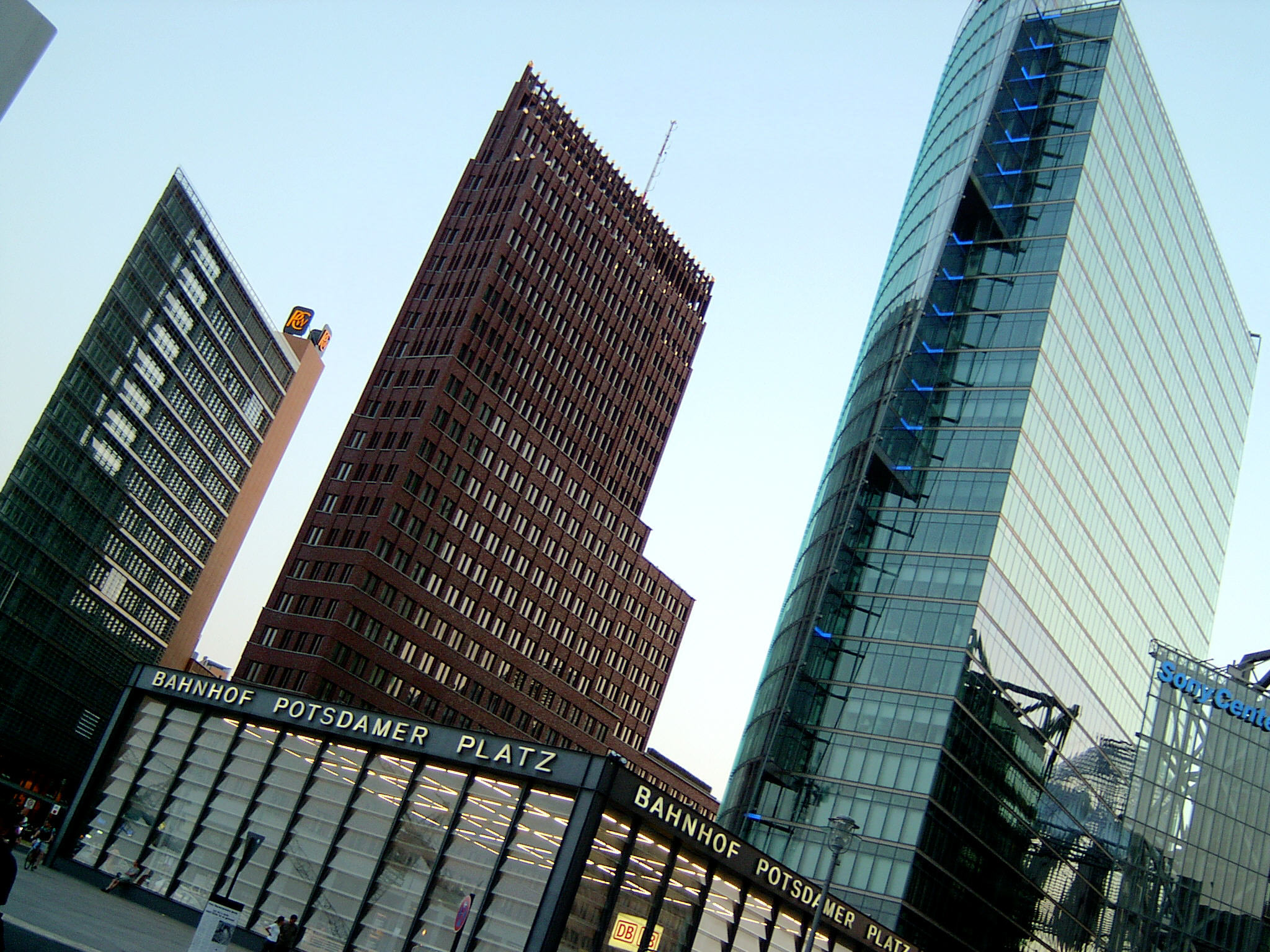
Потсдамская площадь

Дворец Шарлоттенбург

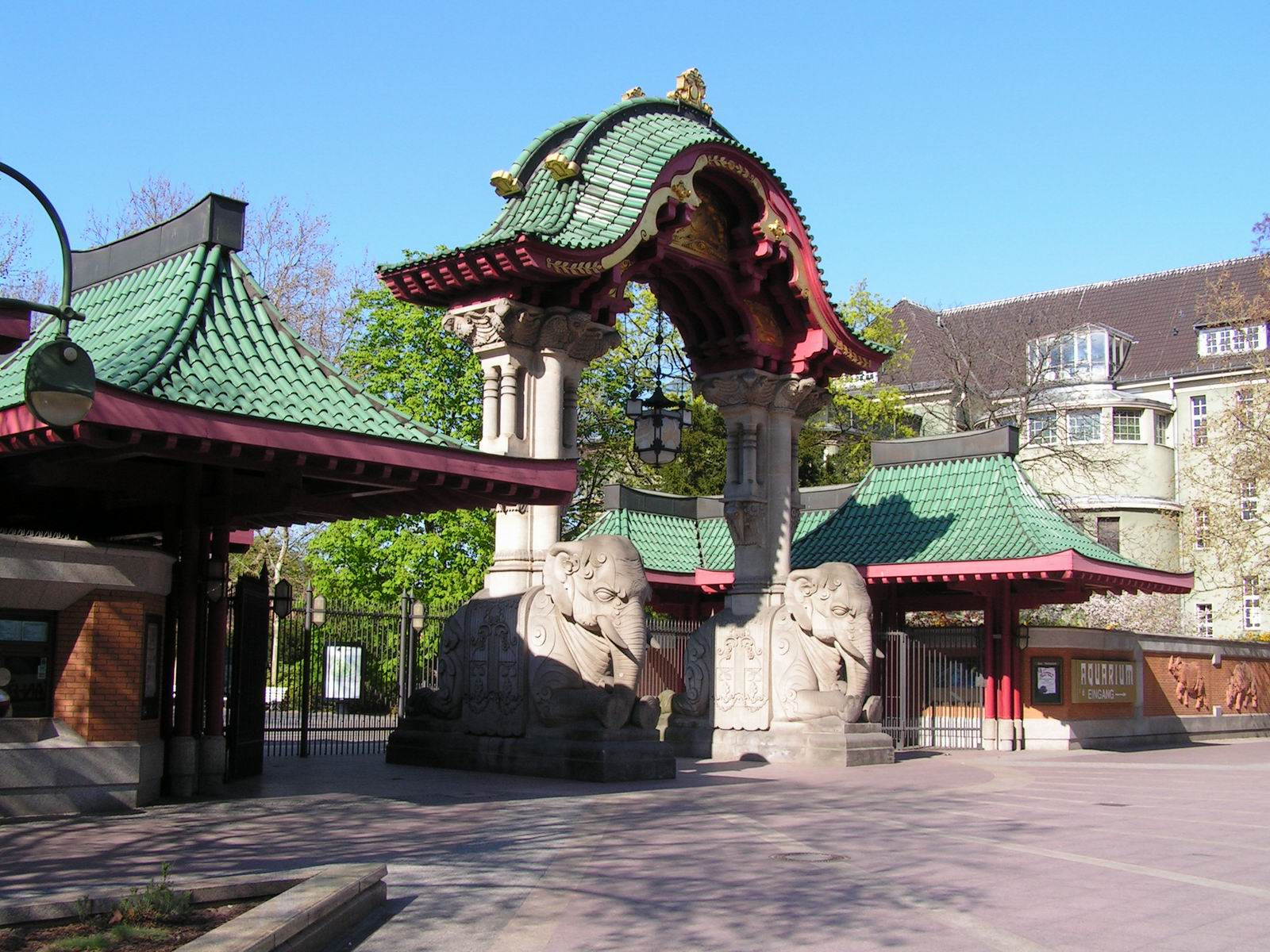
Слоновые ворота Берлинского зоопарка

  - Дворец Бельвю (резиденция федерального президента Германии)
  - Мемориал павшим советским воинам в Тиргартене
- Курфюрстендамм
  - Немецкая опера
  - Европа-центр
  - Мемориальная церковь кайзера Вильгельма
  - Kaufhaus des Westens
  - Театр дес Вестенс
  - Фонтан «Земной шар»
  - Берлинский зоопарк
- а также
  - Вилла Лукхардтов на Хеерштрассе
  - Мессе Берлин
  - Берлинская радиобашня
  - Берлинский международный конгресс-центр (ICC)
  - Шарлоттенбургская ратуша
  - Собрание Берггрюна
  - Дворец Шарлоттенбург

## Новый Берлин вокруг Потсдамской площади
- Потсдамская площадь
- Potsdamer Platz Arkaden
  - Sony Center с Музеем кино и Императорским залом
- Культурфорум
  - Берлинская филармония и Зал камерной музыки
  - Музей музыкальных инструментов
  - Новая национальная галерея
  - Берлинская картинная галерея
  - Государственная библиотека (второе здание)
  - церковь Святого Матфея
- Лейпцигская площадь
- Музей коммуникации, Лейпцигская улица
- Немецкий технический музей
- Темподром (с Ликвидромом)

## Правительственный квартал
- Правительственный квартал
  - Рейхстаг
  - Дом Пауля Лёбе
  - Дом Марии Элизабет Людерс
  - Дом Якоба Кайзера

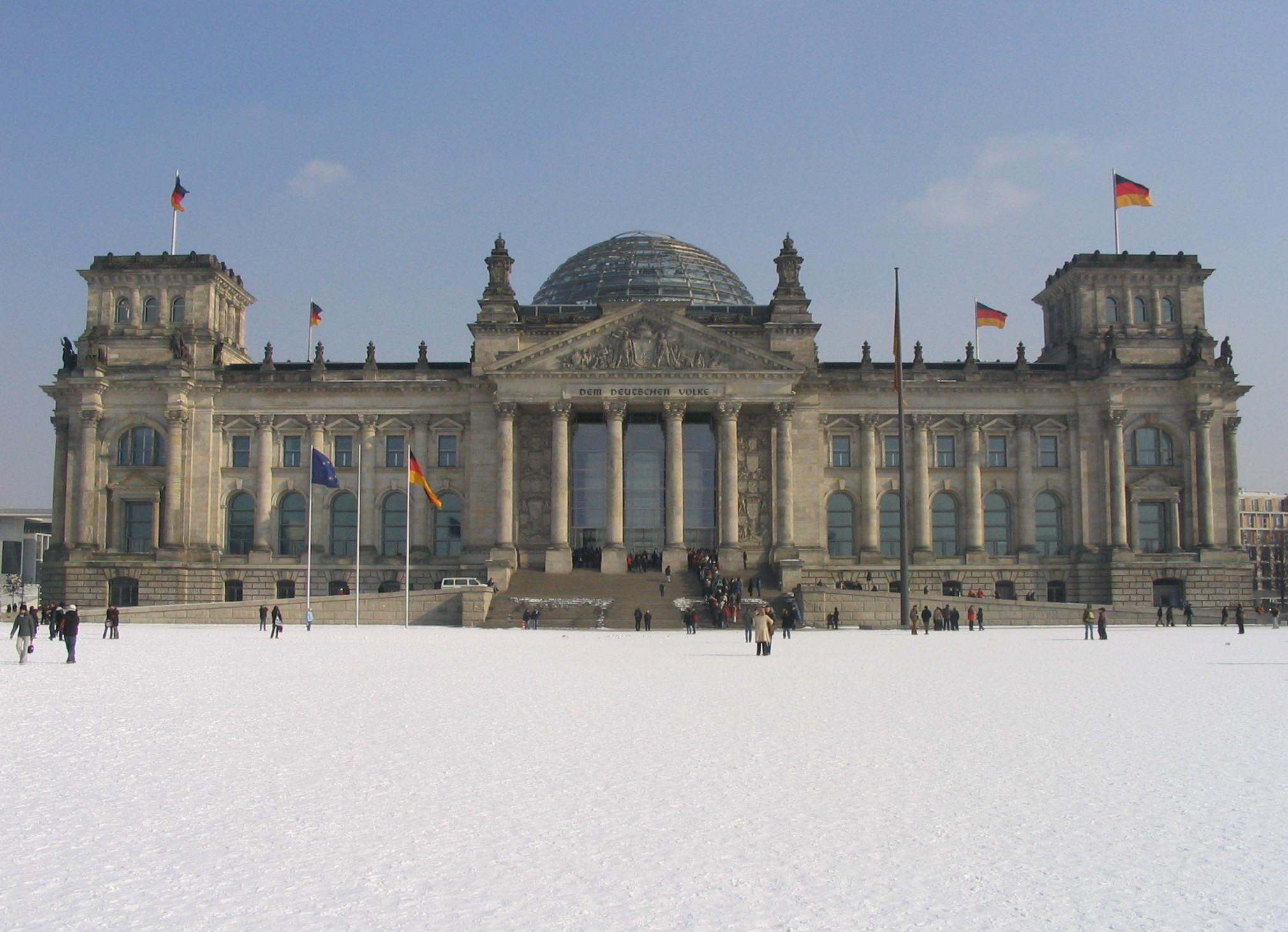
Рейхстаг зимой

  - Ведомство федерального канцлера Германии
  - Посольский квартал в Тиргартене
    - Посольство Швейцарии в Германии
    - Посольства стран Северной Европы

  - Центральный вокзал Берлина

## Внешние районы Берлина

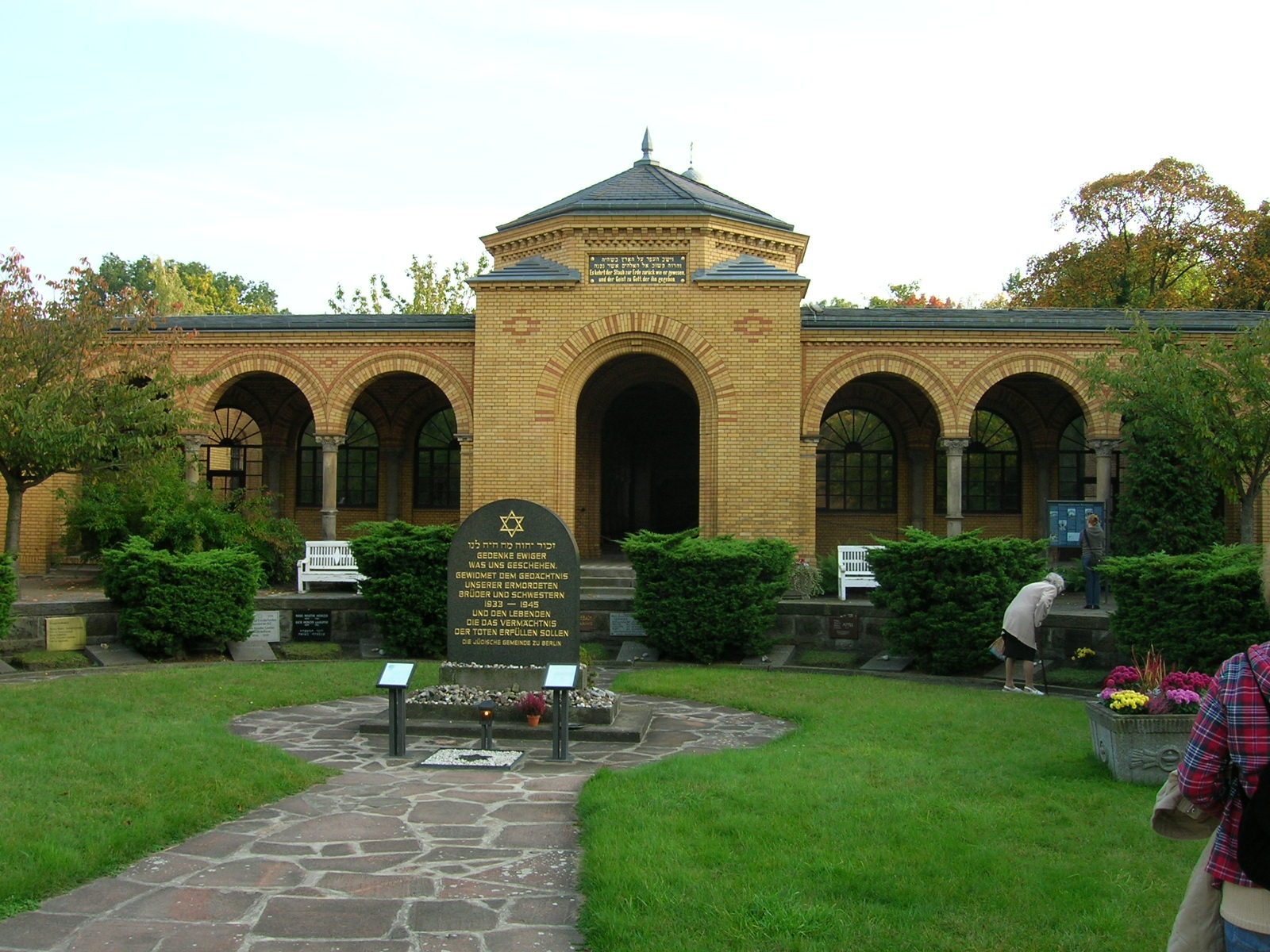
Еврейское кладбище в Вайсензее

### Север
- Дворец Тегель
- Дворец Шёнхаузен
- Шёнхаузер-аллее
- Гефсиманская церковь
- Церковь Благословения
- Часовня Примирения
- Евангелическая клиника королевы Елизаветы Херцберге

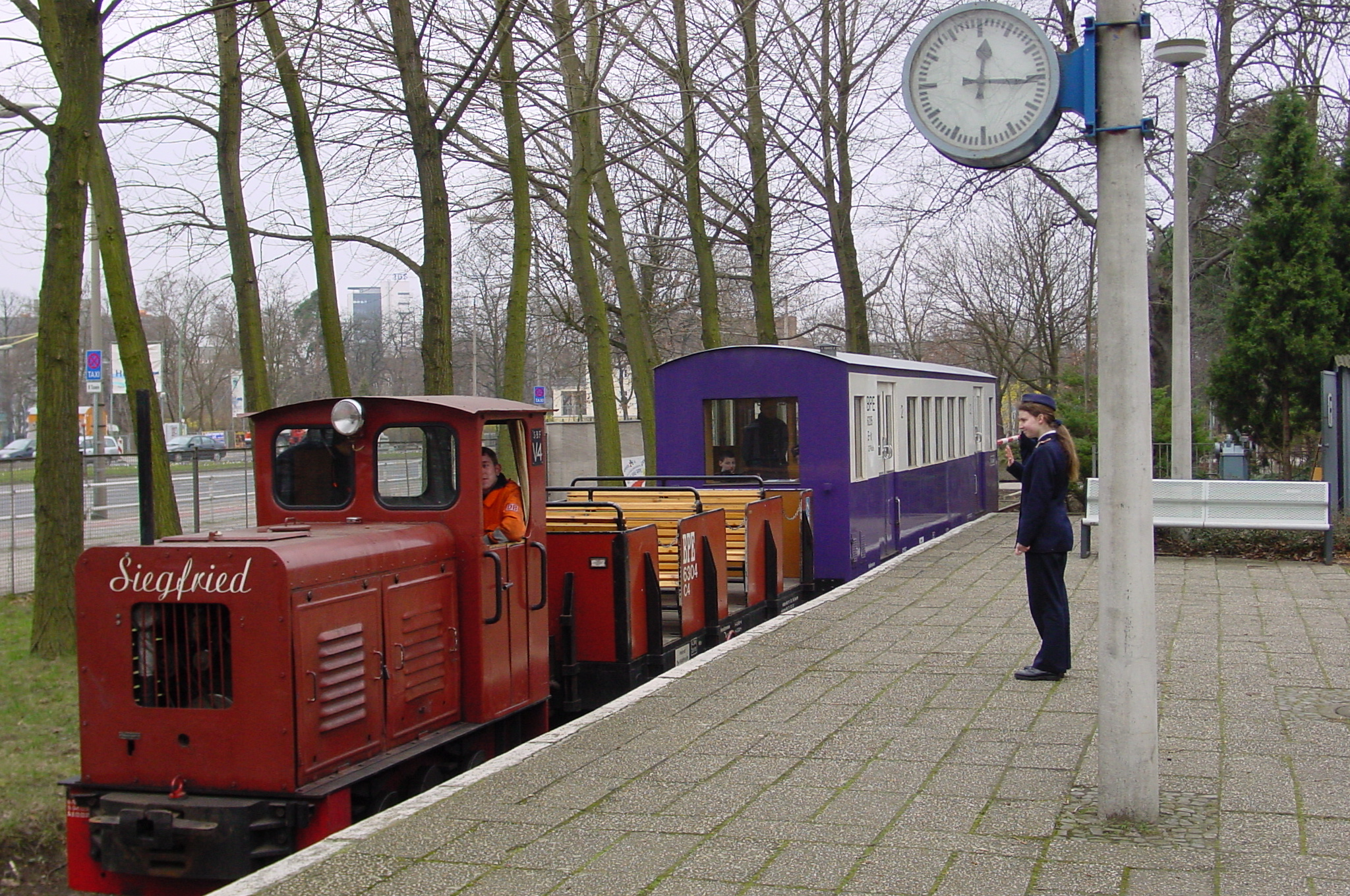
Парковая железная дорога в парке Вульхайде

- Ландшафтный парк Херцберге
- Народный парк Фридрихсхайн
- Фонтан сказок
- Фонтан плодородия
- Участковый суд Веддинга
- Парк Панков
- Еврейское кладбище в Вайсензее
- Парк Шёнхольцер-Хайде
- Ратуша Панкова
- озеро Вайсер-Зее в Вайсензее
- Бротфабрик

### Восток
- Molecule Man
- Обербаумбрюкке
- Эммаускирхе
- East Side Gallery
- Дворец Бисдорф
- Музей грюндерства в поместье Мальсдорф
- Деревня Марцан с ветряной мельницей
- Кинберг, Парк отдыха Марцан, Сады мира в парке отдыха Марцан
- Зоопарк Фридрихсфельде и дворец Фридрихсфельде
- Трептов-парк с Обсерваторией Архенхольда и монументом Воину-освободителю
- Ратуша Кёпеника (см. также Капитан из Кёпеника)
- Дворец Кёпеник с Музеем декоративно-прикладного искусства, дворцовой церковью и дворцовым островом Кёпеник
- Водопроводная станция Фридрихсхаген (Музей на водопроводной станции в машинном зале) на Большом Мюггельзее
- Мюггельберге с башней Мюггельтурм и озером Тойфельсзее
- Германо-российский музей «Берлин-Карлсхорст»
- Парк Вульхайде с парковой железной дорогой
- Исследовательский центр и мемориальный музей на Норманненштрассе, бывшее здание Министерства государственной безопасности ГДР
- Мемориал Берлин-Хоэншёнхаузен (бывшая тюрьма Штази)

### Юго-Восток
- Луизенштадтский канал
- Церковь Святого Михаила
- Виктория-парк

### Юг

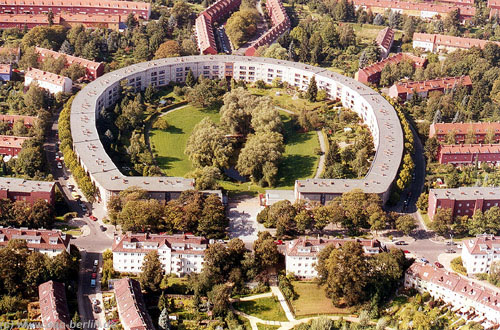
Посёлок Хуфайзен Бруно Таута

- Аэропорт Темпельхоф с памятником жертвам берлинского воздушного моста
- Посёлок Хуфайзен
- Гропиусштадт
- Брицский сад
- Гора Инзуланер с планетарием и Обсерваторией Вильгельма Фёрстера
- Цецилиенгертен
- Дуб кайзера

### Юго-Запад
- Ботанический сад
- озеро Ванзе
- виллы в Лихтерфельде
- Охотничий дворец Груневальд

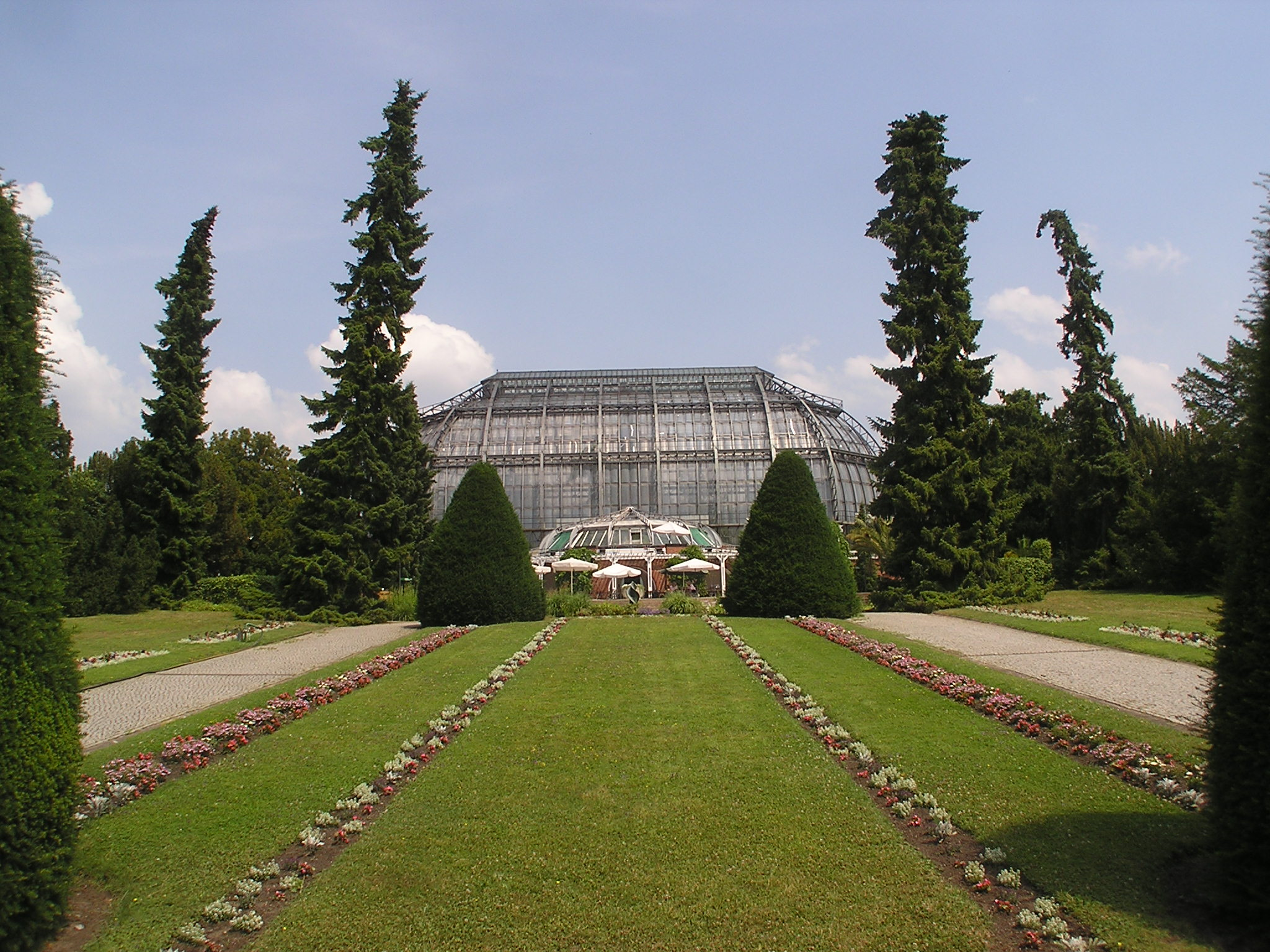
Большая теплица Ботанического сада

- Груневальдская башня на Хафельшоссе
- Фленсбургский лев
- Охотничий дворец Глинике
- Дворец Глинике с парком и Глиникским мостом
- Пфауэнинзель
- Деревня-музей Дюппель
- Филологическая библиотека Свободного университета Берлина
- Вилла Либермана
- Бирпинзель
- Мышиный бункер

### Запад

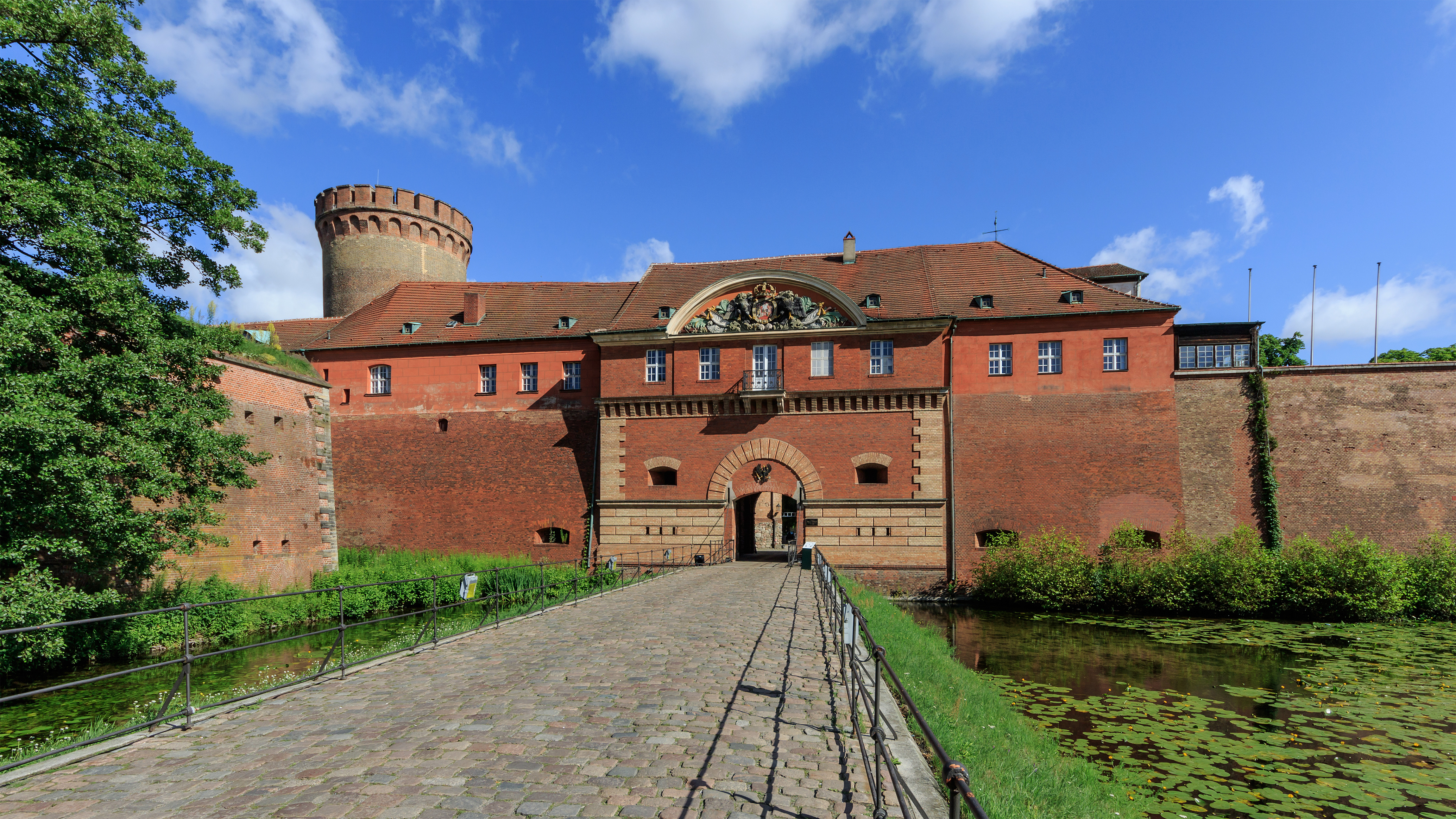
Цитадель Шпандау

- Олимпийский парк с Олимпийским стадионом, колокольней, полем Майфельд, Вальдбюне и Спортивным форумом
- Цитадель Шпандау

## Музеи

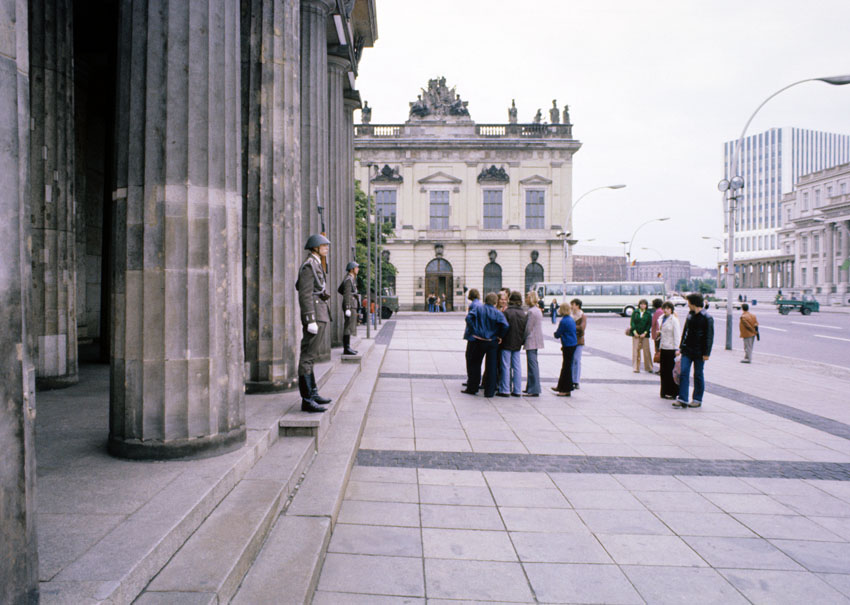
Нойе Вахе

## Памятники, мемориалы
- Нойе Вахе на Унтер-ден-Линден — жертвам наполеоновских и двух мировых войн
- Национальный памятник Бисмарку
- Памятник Бетховену, Гайдну и Моцарту
- Мемориал Берлинской стены на Бернауэр-штрассе
- Мемориал Берлин-Хоэншёнхаузен — жертвам коммунистического деспотизма в Германии
- Исследовательский центр и мемориальный музей на Норманненштрассе

- Конная статуя Фридриха Великого
- Памятник павшим зенитчикам

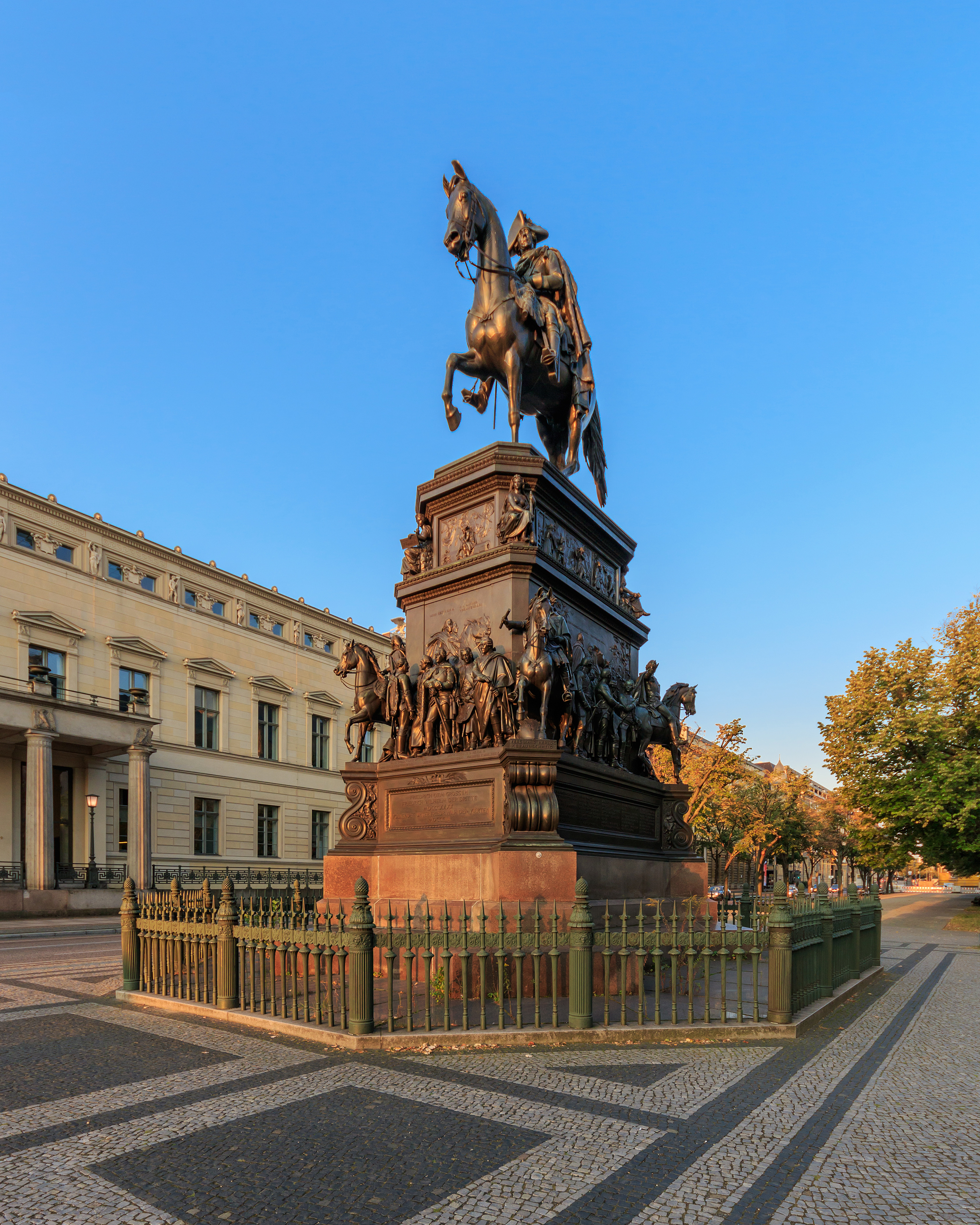
Конная статуя Фридриха Великого

- Памятник жертвам берлинского воздушного моста
- Мемориал 17 июня 1953 года
- Старое гарнизонное кладбище
- Мемориал жертвам холокоста
- Музей тюрьмы Плётцензее
- Мемориал павшим советским воинам в Тиргартене
- Монумент Воину-освободителю
- Советский военный мемориал в Панкове
- Часовня Примирения